# Brachyistius
Brachyistius – rodzaj ryb z rodziny szumieniowatych.

## Klasyfikacja
Gatunek zaliczany do tego rodzaju:
- Brachyistius frenatus